# Oulaxiuma
Oulaxiuma (kinesiska: 欧拉秀玛) är en socken i nordvästra Kina. Den ligger i Maqu härad i den autonoma prefekturen Gannan för tibetaner i provinsen Gansu, omkring 310 kilometer sydväst om provinshuvudstaden Lanzhou. Antalet invånare är 3 183. Befolkningen består av 1 541 kvinnor och 1 642 män. Barn under 15 år utgör 32 %, vuxna 15-64 år 63 %, och äldre över 65 år 4,0 %.